# بخش کاپیتال (کاتامارکا)
بخش کاپیتال (به اسپانیایی: Departamento Capital) یک منطقهٔ مسکونی در آرژانتین است که در استان کاتامارکا واقع شده‌است. بخش کاپیتال ۶۸۴ کیلومتر مربع مساحت و ۱۵۹٬۷۰۳ نفر جمعیت دارد.